# Astra Airlines
Astra Airlines — колишня грецька авіакомпанія, що базується в Салоніках, Греція. Здійснює регулярні та чартерні рейси.
Заснована 5 липня 2008 року, партнерами компанії виступають банк Piraeus Bank та туристична компанія Mouzenidis Travel. Припинила діяльність 9 листопада 2019.

## Флот
Флот Astra Airlines на серпень 2017:

## Напрямки

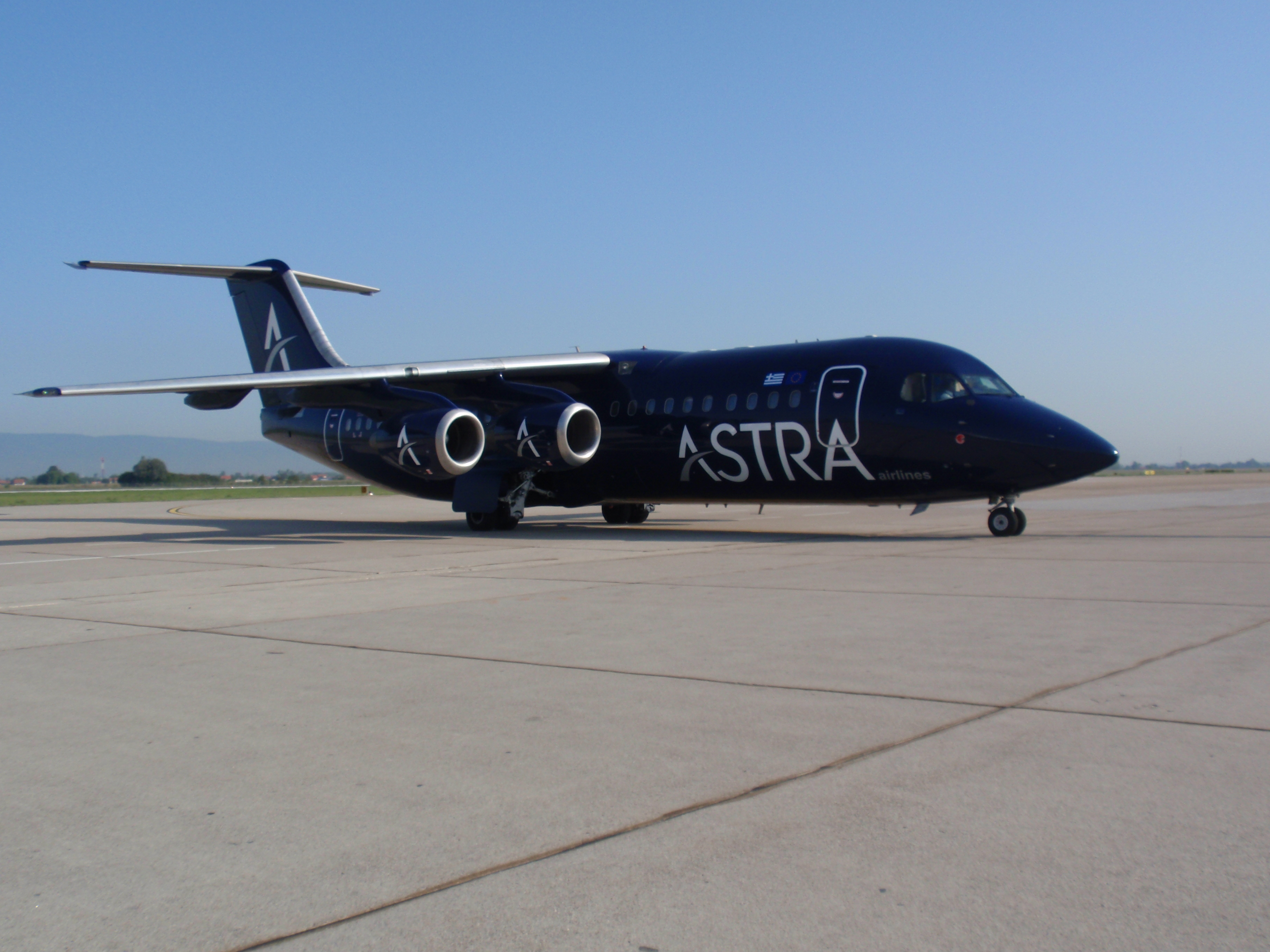
Astra BAe 146-300 в аеропорті Загреба, Хорватія

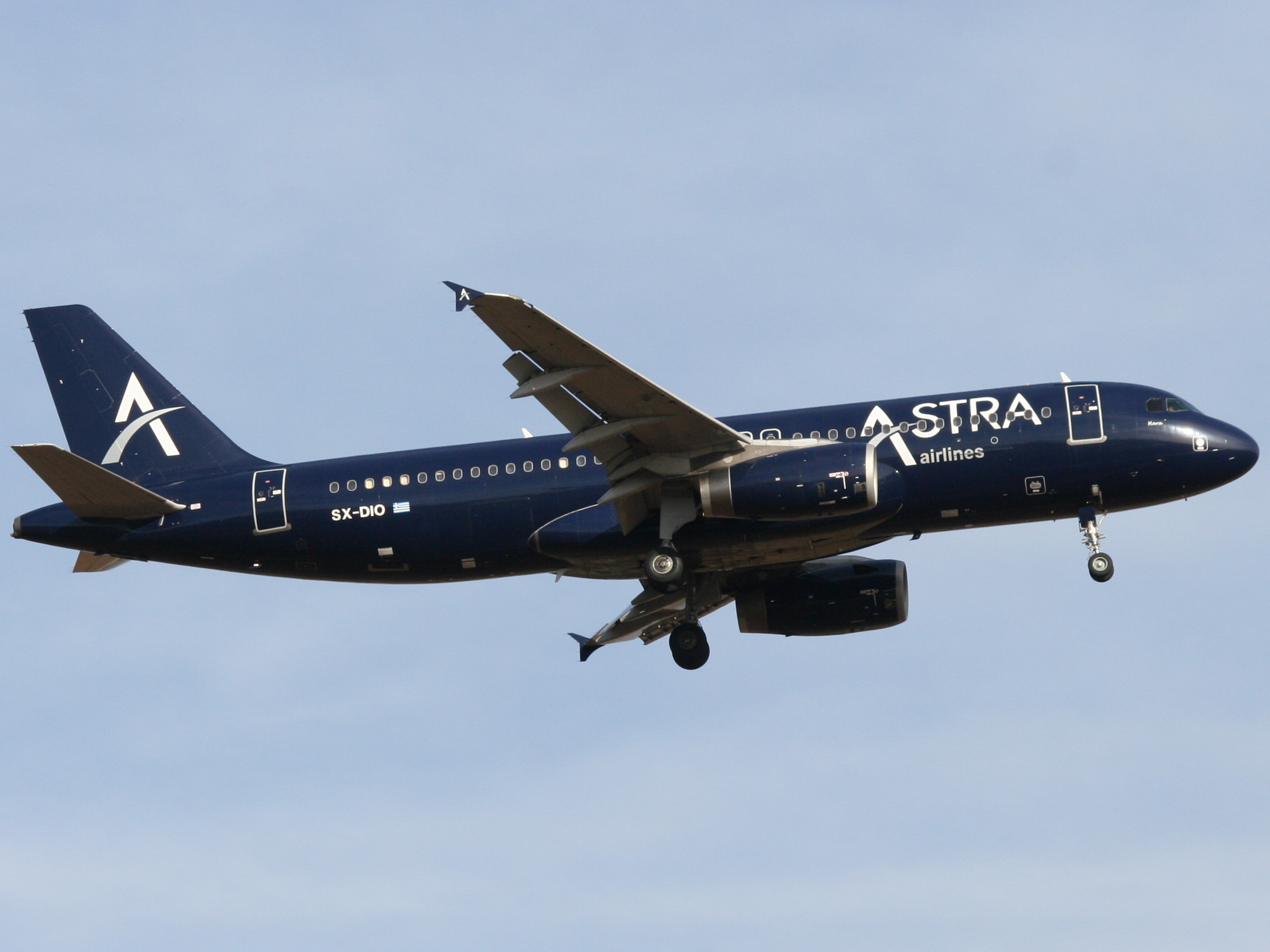

Напрямки польотів наведені станом на червень 2011 року.

### Азія
Ізраїль
- Тель-Авів — Міжнародний аеропорт імені Бен-Гуріона [сезонний]

### Європа
Греція
- Ханья — міжнародний аеропорт «Іоанніс Даскалоянніс» [сезонний]
- Хіос — національний аеропорт острів Хіос
- Іракліон — міжнародний аеропорт «Нікос Казандзакіс» [сезонний]
- Карпатос — аеропорт «Карпатос» [сезонний]
- Кітіра — національний аеропорт острів Кітера [сезонний]
- Кос — національний аеропорт острів Кос [сезонний]
- Міконос — національний аеропорт острів Міконос [сезонний]
- Родос — міжнародний аеропорт Родос «Діагорас» [сезонний]
- Санторіні — національний аеропорт Санторіні [сезонний]
- Салоніки — міжнародний аеропорт «Македонія» хаб
- Закінф — міжнародний аеропорт Закінф «Діонісіос Соломос» [сезонний]

 Росія
- Москва — аеропорт Домодєдово
- Ростов-на-Дону
- Омськ
- Новосибірськ
- Санкт-Петербург — аеропорт Пулково

 Україна
- Київ — міжнародний аеропорт «Бориспіль»[5]